# Ferreiros de Avões
Ferreiros de Avões is een plaats (freguesia) in de Portugese gemeente Lamego en telt 572 inwoners (2001).